# There's Always Tomorrow
There's Always Tomorrow é um filme estadunidense de 1956 do gênero Drama Romântico, dirigido por Douglas Sirk. Roteiro de Bernard C. Schoenfeld, baseado no romance de Ursula Parrott.

## Elenco principal
- Barbara Stanwyck...Norma Miller Vale
- Fred MacMurray...Clifford Groves
- Joan Bennett...Marion Groves
- William Reynolds...Vincent 'Vinnie' Groves
- Pat Crowley...Ann
- Gigi Perreau...Ellen Groves

## Sinopse
Clifford Groves é um empresário californiano de meia-idade, casado com três filhos. De repente, cansado da rotina, ele entra em crise ao mesmo tempo que reencontra Norma Vale, uma antiga namorada que conheceu há vinte anos. Norma é agora uma bem-sucedida estilista de moda em Nova Iorque e tenta disfarçar seu interesse renovado por Clifford. Ele a leva para conhecer a família mas os filhos de Clifford desconfiam que os dois estão de caso. Quando Clifford se descobre apaixonado também por Norma, os dois terão que decidir se assumem o romance ou não.